# Champagne Life
Champagne Life è un brano musicale del cantante Ne-Yo, estratto come secondo singolo dal suo quarto album in studio, Libra Scale. In radio è entrato in rotazione il 5 giugno 2010.

## Video musicale
Il videoclip è stato presentato in anteprima il 14 luglio 2010 insieme a quello girato per Beautiful Monster. Entrambi sono stati diretti da Ne-Yo e Wayne Isham.

## Classifiche
| Classifica (2010)          | Posizione più alta |
| -------------------------- | ------------------ |
| Giappone                   | 35                 |
| Stati Uniti                | 75                 |
| U.S. Hot R&B/Hip-Hop Songs | 11                 |